# Оз (ТВ серија)
Оз (енгл. Oz) је драмска телевизијска серија у продукцији америчког ХБО-а. Има шест сезона које су се премијерно емитовале у периоду од 1997. до 2003. године. Главни творац серије је Том Фонтана, а продуцент је Бери Левинсон.

## Радња
Оз је скраћени назив Казнене колоније 4. нивоа, у којој су смештени посебно опасни криминалци, која се налази у улици Озвалд. Затвор укључује експериментални блок, који се међу одборима и затвореницима назива „Смарагдни град“ (СГ). Тим МекМанус је директни надзорник ове јединице.
Радња филма почиње пребацивањем у Смарагдни град друге групе затвореника, укључујући Тобијаса (Тобија) Бичера, интелектуалца и интелектуалца. Његовим уласком у Смарагдни град, гледаоци ће изнутра сазнати какав је експериментални блок. Све ћелије у блоку су распоређене у круг тако да свако може свакога да види, а ако се узме у обзир да су уместо уобичајених барских решетки ћелије ограђене стаклом, постаје још лакше. Затвореници у блоку имају мало више привилегија од осталих, али морају стриктно да поштују правила: Смарагдни град морају одржавати у савршеној чистоћи, наравно, сами станари; обавезно похађајте рехабилитациону групу за зависнике од дрога; обавезно похађајте часове, теретану и, у идеалном случају, не користите дрогу или насиље. Ако су прва правила лоша или добра, али испоштована, последња два остају сан затворских вођа.
Сви затвореници су међусобно подељени у групе: црнци, муслимани, хришћани, аријевци, сицилијанци, Ирци, хиспаноамериканци, хомосексуалци, бајкери итд., има и оних који нису укључени ни у једну од група и живе сами, или из с времена на време суседни једној или другој касти. Цела интрига филма заснива се на односу група које воде ратове за територију продаје дроге и моћи у блоку, као и на међуљудским односима између појединачних ликова: и затвореника и затворских радника.